# Temper (musikalbum)
Temper är ett musikalbum från 1997 av jazzsångerskan Lina Nyberg och pianisten Jacob Karlzon.

## Låtlista
1. One More Hymn (Jacob Karlzon/Trine-Lise Vaering) – 3:54
2. It Might As Well Be Spring (Richard Rodgers/Oscar Hammerstein) – 4:31
3. Sometime Ago (Sergio Mihanovich/Margaret Busby) – 4:49
4. Invitation (Bronislaw Kaper/Paul Francis Webster) – 5:06
5. Embraceable You (George & Ira Gershwin) – 5:19
6. What If (Fredrik Lundin/Trine-Lise Vaering) – 4:28
7. Oh What a Beautiful Morning (Richard Rodgers/Oscar Hammerstein) – 3:53
8. Cc Rider (Ma Rainey/Chuck Willis/Jesse Stone) – 5:36
9. Now At Last (Bob Haymes) – 5:18
10. Still Alive (Lina Nyberg) – 3:41

## Medverkande
- Lina Nyberg – sång
- Jacob Karlzon – piano